# Piper fulvescenticaule
Piper fulvescenticaule är en pepparväxtart som beskrevs av William Trelease. Piper fulvescenticaule ingår i släktet Piper och familjen pepparväxter. Inga underarter finns listade i Catalogue of Life.